# Alburnus mossulensis
Alburnus mossulensis är en fiskart som beskrevs av Heckel, 1843. Alburnus mossulensis ingår i släktet Alburnus och familjen karpfiskar. Inga underarter finns listade i Catalogue of Life.